# Lorquon
 (septembre 2020).
Lorquon est une localité à l'ouest de l'État du Victoria en Australie à 388 km au nord-ouest de Melbourne dans le comté d'Hindmarsh. Elle est située dans le Wimmera et compte 10 habitants en 2016.

## Géographie

### Communes limitrophes
|          |         |         |
| Netherby | Lorquon | Jeparit |
| Nhill    | Nhill   | Glenlee |

## Galerie

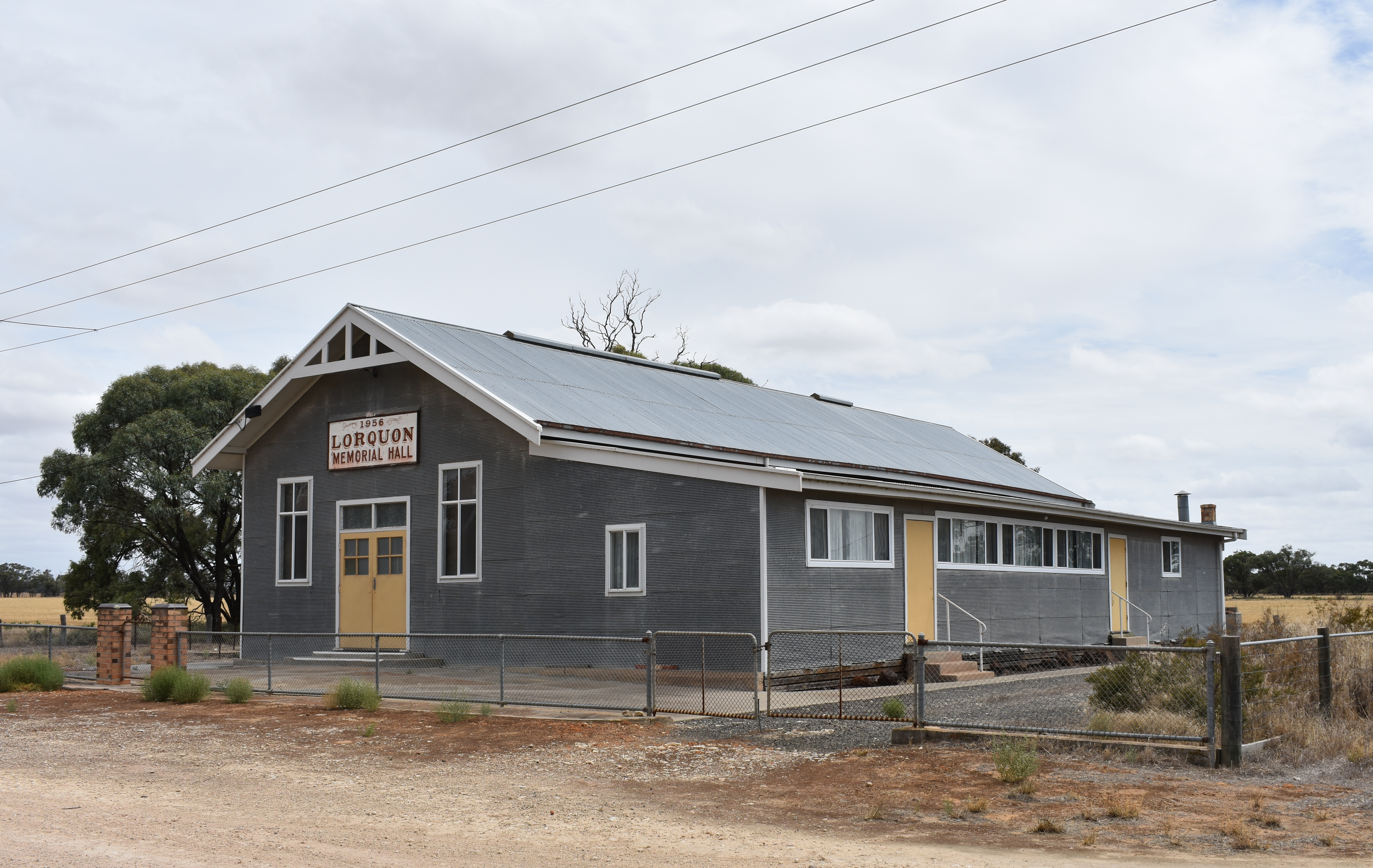
La salle polyvalente.
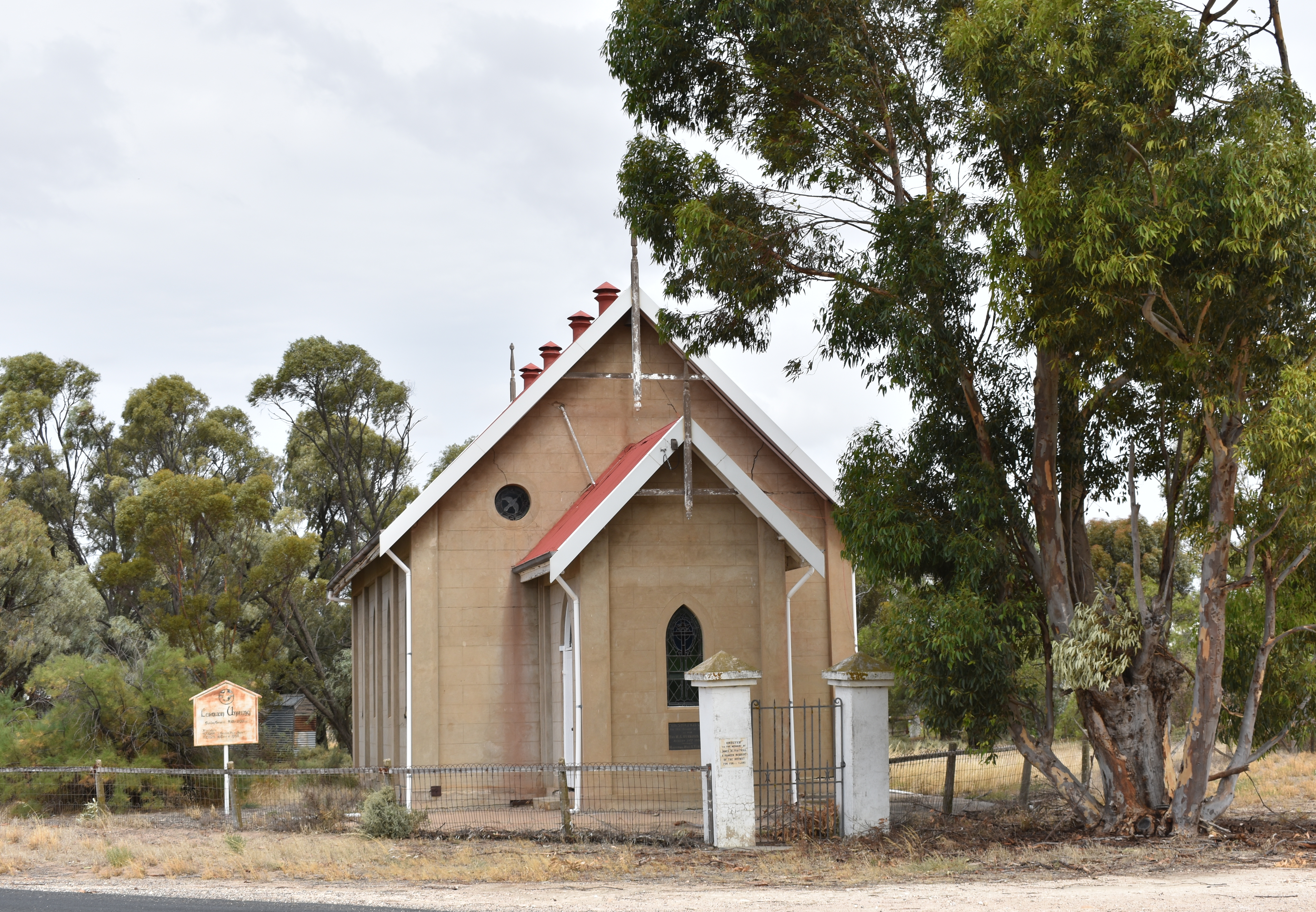
L'église unifiée.